# Saphanodes lujae
Saphanodes lujae là một loài bọ cánh cứng trong họ Cerambycidae.